# سفارة دولة فلسطين لدى تركيا
سفارة دولة فلسطين لدى تركيا هي الممثلية الدبلوماسية العُليا لدولة فلسطين لدى تركيا. تقع السفارة في أنقرة.

## القنصلية العامة
لدولة فلسطين قنصلية عامة مقرها في مدينة إسطنبول.